# ماروین استفانیاک
ماروین استفانیاک
ماروین استفانیاک (متولد 3 فوریه 1995 ) یک فوتبالیست آلمانی است که به عنوان یک هافبک تهاجمی برای دینامو درسدن بازی می‌کند . 

## حرفه ای
ماروین استفانیاک کار خود را به عنوان یک بازیکن جوان با بورا درسدن قبل از پیوستن به دینامو درسدن در سال 2011 آغاز کرد . او دو سال بعد به ترکیب اصلی راه یافت، و اولین بازی خود را در فوریه سال 2014، به عنوان یک جایگزین برای آدام سازاک انجام داد که در آن بازی دینامو 3-2 از اف اس وی فرانکفورت در بوندسلیگا2 شکست خورد . 

## یادکرد
1. ↑  "Stefaniak, Marvin" (به آلمانی). Kicker. Retrieved February 24, 2014.
2. ↑  "Kapllani schockt Dynamo erneut" [Kapllani shocks Dynamo again] (به آلمانی). Kicker. February 15, 2014. Retrieved February 24, 2014.